# Margaret Levyns

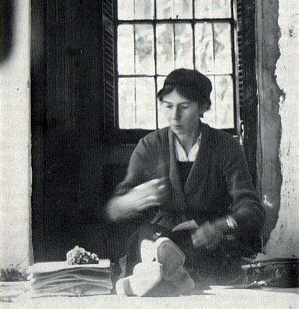
Margaret Levyns (1922)

Margaret Rutherford Bryan Levyns (geborene Michell; * 24. August 1890 Kapstadt; † 11. November 1975 ebenda) war eine südafrikanische Vegetationsgeographin, Botanikerin und Taxonomin.

## Jugend, Ausbildung und Wirken
Margaret Levyns wurde zunächst zuhause durch ihre Mutter unterrichtet, später besuchte sie die  Ellerslie Girls' School. Sie erhielt eine bevorzugte Studienempfehlung und bekam zwei Stipendien zugesprochen. 1908 schrieb sie sich am South African College, der heutigen Universität Kapstadt, für ein Mathematik-, Geologie- und Chemiestudium ein und wählte Botanik für ihr Abschlussjahr. Sie erhielt zwei weitere Stipendien, das Queen Victoria Scholarship und das 1851 Exhibition Memorial Scholarship, und verbrachte 1912 bis 1914 am Newnham College in Cambridge. Kurz nach ihrer Rückkehr nach Südafrika wurde sie mit einem weitern Stipendium für das John Innes Institute in Norwich ausgezeichnet. Nach ihrer erneuten Rückkehr übernahm sie eine Dozentenstelle am Botanischen Institut des South African College. Sie promovierte 1932 als erste Frau als D.Sc. an der Kapstadtuniversität mit dem Thema ‘A taxonomic study of Lobostemon and Echiostachys‘ (jeweils Gattungen aus der Familie der Raublattgewächse). Sie veröffentlichte 1929 einen Führer zur Flora der Kap-Halbinsel und schrieb wesentliche Abschnitte in dem von Adamson & Salter 1950 veröffentlichten Standardwerk Flora of the Cape Peninsula.
Nach ihrem Ruhestand 1945 blieb sie im Bereich der Botanik aktiv und veröffentlichte zahlreiche Aufsätze zur Taxonomie und zur Vegetationsgeographie. So revidierte sie die Klassifikationen einer Reihe südafrikanischer Pflanzengattungen z. B. Muraltia.

## Rezeption
Margaret Levyns zu Ehren wurden folgende Pflanzennamen vergeben: Thamnochortus levynsiae Pillans, Nivenia levynsiae H. Weimarck and Crassula levynsiae Adamson. Etwa 12 000 ihrer Pflanzenfunde sind in bei BOL, CT, PRE, K und anderen Herbarien hinterlegt. Als Botaniker-Kürzel ist  bei Pflanzennamen Levyns festgelegt.

## Auszeichnungen
- Präsidentin der Section B der South African Association for Advancement of Science 1952/53
- South African Medal 1958
- Präsidentin der Royal Society of South Africa 1962/63 (als erste Frau)

## Privates
1923 heiratete sie John Levyns, den späteren stellvertretenden Provinzsekretär der Kap-Provinz, der zeitweise im Rat der Botanical Society of South Africa arbeitete.